# Голосистый цветной трупиал
Голосистый цветной трупиал (лат. Icterus maculialatus) — вид воробьиных птиц из семейства трупиаловых.

## Распространение
Обитают в Сальвадоре, Гватемале, Гондурасе и в южной части Мексики.

## Описание
Длина тела 20,5—23 см. Вес 31—59 г. Голова, верхняя часть грудки и спинка самца чёрные, задняя часть тела жёлтая, нижние части золотого цвета. Верхняя часть крыла чёрная, на плече имеется жёлтая «заплата».

## Биология
О рационе данных мало. Возможно, он состоит из насекомых и прочих членистоногих, фруктов и нектара. Птицы посещают цветущие деревья (возможно, Erythrina).

## Охранный статус
МСОП присвоил виду охранный статус LC.